# Olympia Heist op den Berg
Olympia Heist op den Berg ist ein belgischer Eishockeyclub aus Heist-op-den-Berg, der 1959 gegründet wurde und in der Division 1 (Belgien) spielt. Seine Heimspiele trägt Olympia in der IJsbaan Die Swaene aus.

## Geschichte
Olympia Heist op den Berg, das 1959 gegründet wurde, ist mit elf gewonnenen Meistertiteln nach Brussels Royal IHSC (23 Titel) der zweiterfolgreichste Eishockeyclub Belgiens. Erstmals gewann Olympia die Meisterschaft 1979 und somit 20 Jahre nach Vereinsgründung, zuletzt 2004. Trotz der zahlreichen Meistertitel gewann Heist op den Berg nur 1994 und 2010 den Nationalen Pokalwettbewerb.

## Erfolge
- Belgischer Meister (11): 1979, 1983, 1986 1987, 1988, 1989, 1990, 1991, 1992, 1999, 2004
- Belgischer Pokal (2): 1994, 2010

## Bekannte Spieler
- Mike Pellegrims (absolvierte insgesamt 601 Spiele in der DEL)